# Cissampelos glaberrima
Cissampelos glaberrima là một loài thực vật có hoa trong họ Biển bức cát. Loài này được A.St.-Hil. mô tả khoa học đầu tiên năm 1825.